# Zonda (vent)
Pour les articles homonymes, voir Zonda.
Le zonda est un vent du type foehn sur le versant oriental des Andes en Argentine centrale. Il s'agit donc d'un vent provenant de la circulation atmosphérique autour des dépressions antarctiques qui passe perpendiculairement aux montagnes et descend adiabatiquement la pente en se réchauffant et en s’asséchant. Il peut dépasser les 40 km/h et soulève souvent de la poussière.

## Formation et climatologie

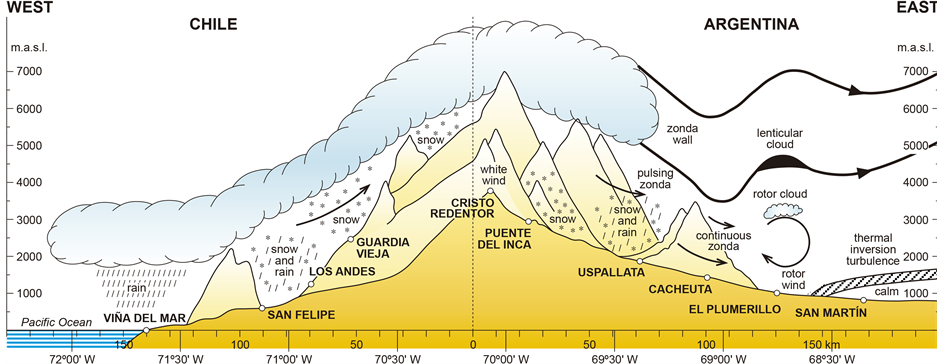
Diagramme montrant l'effet de foehn formant le Zonda.

La circulation humide d'ouest venant du Pacifique est forcée vers l'altitude sur le flanc ouest des Andes où elle est le principal mécanisme donnant des précipitations en altitude. Le vent peut alors atteindre plus de 200 km/h et est connu comme le viento blanco. Ces précipitations alimentent les glaciers et l'altiplano aride. L'air redescend du côté est des montagnes donnant le Zonda.
Bien que ce type de foehn puisse se produire dans tout le centre-ouest de l'Argentine, il est plus spectaculaire dans les provinces de La Rioja, San Juan et le nord de celle de Mendoza où la barrière des Andes est à son maximum de hauteur. Plus au nord, l'altiplano dissipe son effet. Selon des études sur la période de 1967 à 1976, le Zonda débute le plus souvent en après-midi et dure entre une et douze heures. Il peut se produire en intermittence sur 2 à 3 jours et 90 % des cas se produisent entre mai et novembre.

## Autre usage
Le terme zonda, ou sondo, décrit également un vent humide du nord dans la pampa qui précède le passage d'une dépression météorologique se déplaçant vers l'est qui donnera elle le pampero.